# Пуйоські мови
Пуйоські (кор.: хангиль: 부여, НЛ: Buyeo, МР: Puyŏ; Кит.: 扶餘; піньїнь: Fúyú) чи Пуйо-когурьоські мови — чотири мови, якими говорили на півночі Кореї та сході Маньчжурії, згідно з давньокитайськими джерелами. Стверджувалось, що мови пуйо, когурьо, тон'є та окчо схожі між собою, однак відрізняються від мови їлоу, якою говорили далі на півночі. За нелінгвістичними дослідженнями вважається, що народ їлоу говорив однією з тунгусо-маньчжурських мов. За іншими даними, керівні верстви держави Пекче могли розмовляти однією з пуйоських мов.
Збереглось дуже мало інформації про пуйоські мови, та їхня класифікація незрозуміла. Однак більшість корейських дослідників вважає, що пуйоські мови було гілкою корейської мовної сім'ї. Інші дослідники мають різні погляди на можливу належність мови когурьо[уточнити]. Є думка, що бракує інформації для будь-якої класифікації, але також є твердження, що ці мови належали до японсько-рюкюських мов, або тунгусо-маньчжурських, або що ці мови були пращурами корейської, що потім поширилась на південь півострова.